# Mary Beth Bonacci
Mary Beth Bonacci, američka katolička kolumnistica, govornica i publicistica. Održava predavanja na temu ljubavi, veza i čistoće u SAD-u i širom svijeta od 1986. godine. Utemeljiteljica je Real Love Inc., organizacije posvećene promicanju poštovanja prema Božjem daru spolnosti. Autorica je i šest video filmova o čistoći ( Real Love Video Series), piše kolumne za mnogobrojne časopise i autorica je knjige "We're on a Mission from God" (U Božjoj smo misiji). Magistrirala je iz teologije braka i obitelji na Institutu Ivan Pavao II. Živi u Phoenixu u Arizoni gdje djeluje i kao savjetnica u nacionalnom programu za tinejdžere (Life Teen program). Djela: Prava ljubav i dr.
Studirala je organizacijsku komunikaciju na Institutu sv. Ignacija pri isusovačkom Sveučilištu San Francisca. Na njen rad utjecala su predavanja pape Ivana Pavla II.
Ima počasni doktorat u komunikacijama Franjevačkog sveučilišta u Steubenvilleu. 
Godine 2005. napravila je stanku s govorničkim radom. Razlog je bio fizički zamor i uhoditelj, zbog čega se morao uključiti i FBI. Sredinom veljače 2018. vratila se radu.

## Vanjske poveznice
- (eng.) WorldCat Mary Beth Bonacci
- (eng.) Mary Beth Bonacci - The Arlington Catholic Herald
- (eng.) CatholicMatch Institute Mary Beth Bonacci
- (eng.) [neaktivna poveznica] Mary Beth Bonacci